# 17139 Malyshev
17139 Malyshev este o planetă minoră (asteroid), cu un diametru de 3,155 km, din centura de asteroizi. A fost descoperită pe 12 mai 1999 la Experimental Test Site⁠(d) de Lincoln Near-Earth Asteroid Research. 
Obiectul prezintă o orbită caracterizată de o semiaxă mare de 2,3676335 UAi, o excentricitate de 0,13, o înclinație de 6,5911 ° în raport cu ecliptica.